# Izydor Rein
Izydor Rein (ur. 1898, zm. 1942? we Lwowie) – polski lekarz neurolog żydowskiego pochodzenia. 

## Życiorys
Tytuł lekarza otrzymał w 1924 roku na Uniwersytecie Jana Kazimierza we Lwowie. Następnie był sekundariuszem oddziału neurologiczno-psychiatrycznego Państwowego Szpitala Powszechnego we Lwowie i lekarzem-wolontariuszem w Klinice Neurologicznej Uniwersytetu Lwowskiego. Latem praktykował w uzdrowisku w Iwoniczu-Zdroju, publikował prace na temat balneologii.